# Дом учёных (Протвино)
Дом учёных города Протвино — учреждение культуры Института физики высоких энергий (ИФВЭ) в Протвино, построенный в 1972 году. Здание было спроектировано советским скульптором Львом Лилье.
Комплекс состоит из концертного зала, кафе, бара, каминного зала. Здание было награждено дипломом Госстроя СССР.
Закрыт навсегда.

## История
Здание было построено по индивидуальному проекту Льва Лилье. Дом учёных был построен в 1972 году, а полноценную работу начал 24 октября. На протяжении долгих лет зданием руководила Людмила Александровна Дранникова. В разное время в Доме бывали известные люди: президент Франции Жорж Помпиду, учёный и общественный деятель Андрей Сахаров, поэт Арсений Тарковский. С концертами выступали: Владимир Высоцкий (29 декабря 1979 года), Сергей Никитин (20 февраля 1981 года).